# Sīswāl
Sīswāl är en ort i Indien.   Den ligger i distriktet Hisar och delstaten Haryana, i den norra delen av landet, 180 km väster om huvudstaden New Delhi. Sīswāl ligger 209 meter över havet och antalet invånare är 13 009.
Terrängen runt Sīswāl är mycket platt. Runt Sīswāl är det tätbefolkat, med 442 invånare per kvadratkilometer. Det finns inga andra samhällen i närheten. Trakten runt Sīswāl består till största delen av jordbruksmark.